# Llista d'espècies d'anàpids
Aquesta és la llista d'espècies de anàpids, una família d'aranyes araneomorfes descrita per primera vegada per Eugène Simon l'any 1895. Conté la informació recollida fins al 28 d'octubre de 2006 i hi ha citats 34 gèneres i 144 espècies. La seva distribució es reparteix per Europa, i a zones d'Amèrica, Àfrica, Oceania i Àsia Oriental.

## Gèneres i espècies

### Anapis
Anapis Simon, 1895
- Anapis amazonas Platnick & Shadab, 1978 (Colòmbia)
- Anapis anchicaya Platnick & Shadab, 1978 (Colòmbia)
- Anapis atuncela Platnick & Shadab, 1978 (Colòmbia)
- Anapis calima Platnick & Shadab, 1978 (Colòmbia)
- Anapis caluga Platnick & Shadab, 1978 (Perú)
- Anapis castilla Platnick & Shadab, 1978 (Perú, Brasil)
- Anapis chiriboga Platnick & Shadab, 1978 (Ecuador)
- Anapis choroni Platnick & Shadab, 1978 (Veneçuela)
- Anapis circinata (Simon, 1895) (Veneçuela)
- Anapis digua Platnick & Shadab, 1978 (Colòmbia)
- Anapis discoidalis (Balogh & Loksa, 1968) (Brasil)
- Anapis felidia Platnick & Shadab, 1978 (Colòmbia)
- Anapis guasca Platnick & Shadab, 1978 (Colòmbia)
- Anapis heredia Platnick & Shadab, 1978 (Costa Rica)
- Anapis hetschki (Keyserling, 1886) (Brasil)
- Anapis keyserlingi Gertsch, 1941 (Panamà)
- Anapis meta Platnick & Shadab, 1978 (Colòmbia)
- Anapis mexicana Forster, 1958 (Mèxic, Belize)
- Anapis minutissima (Simon, 1903) (Jamaica)
- Anapis monteverde Platnick & Shadab, 1978 (Costa Rica)
- Anapis nevada Müller, 1987 (Colòmbia)
- Anapis saladito Platnick & Shadab, 1978 (Colòmbia)

### Anapisona
Anapisona Gertsch, 1941
- Anapisona aragua Platnick & Shadab, 1979 (Colòmbia, Veneçuela)
- Anapisona ashmolei Platnick & Shadab, 1979 (Ecuador)
- Anapisona bolivari Georgescu, 1987 (Veneçuela)
- Anapisona bordeaux Platnick & Shadab, 1979 (Illes Verges, Brasil)
- Anapisona furtiva Gertsch, 1941 (Panamà)
- Anapisona guerrai Müller, 1987 (Colòmbia)
- Anapisona hamigera (Simon, 1897) (Panamà, Colòmbia, Veneçuela, Saint Vincent)
- Anapisona kartabo Forster, 1958 (Guyana)
- Anapisona kethleyi Platnick & Shadab, 1979 (Mèxic, Costa Rica)
- Anapisona pecki Platnick & Shadab, 1979 (Ecuador)
- Anapisona platnicki Brignoli, 1981 (Brasil)
- Anapisona schuhi Platnick & Shadab, 1979 (Brasil)
- Anapisona simoni Gertsch, 1941 (Panamà)

### Caledanapis
Caledanapis Platnick & Forster, 1989
- Caledanapis dzumac Platnick & Forster, 1989 (Nova Caledònia)
- Caledanapis insolita (Berland, 1924) (Nova Caledònia)
- Caledanapis peckorum Platnick & Forster, 1989 (Nova Caledònia)
- Caledanapis pilupilu (Brignoli, 1981) (Nova Caledònia)
- Caledanapis sera Platnick & Forster, 1989 (Nova Caledònia)
- Caledanapis tillierorum Platnick & Forster, 1989 (Nova Caledònia)

### Chasmocephalon
Chasmocephalon O. P.-Cambridge, 1889
- Chasmocephalon acheron Platnick & Forster, 1989 (Victòria)
- Chasmocephalon alfred Platnick & Forster, 1989 (Victòria)
- Chasmocephalon eungella Platnick & Forster, 1989 (Queensland)
- Chasmocephalon flinders Platnick & Forster, 1989 (Oest d'Austràlia)
- Chasmocephalon iluka Platnick & Forster, 1989 (Austràlia Oriental)
- Chasmocephalon neglectum O. P.-Cambridge, 1889 (Oest d'Austràlia)
- Chasmocephalon pemberton Platnick & Forster, 1989 (Oest d'Austràlia)
- Chasmocephalon tingle Platnick & Forster, 1989 (Oest d'Austràlia)

### Comaroma
Comaroma Bertkau, 1889
- Comaroma hatsushibai Ono, 2005 (Japó)
- Comaroma maculosa Oi, 1960 (Xina, Corea, Japó)
- Comaroma mendocino (Levi, 1957) (EUA)
- Comaroma nakahirai (Yaginuma, 1959) (Japó)
- Comaroma simoni Bertkau, 1889 (Europa)
- Comaroma tongjunca Zhang & Chen, 1994 (Xina)

### Conculus
Conculus Komatsu, 1940
- Conculus grossus (Forster, 1959) (Nova Guinea)
- Conculus lyugadinus Komatsu, 1940 (Corea, Japó)
- Conculus simboggulensis Paik, 1971 (Corea)

### Crassanapis
Crassanapis Platnick & Forster, 1989
- Crassanapis calderoni Platnick & Forster, 1989 (Xile)
- Crassanapis cekalovici Platnick & Forster, 1989 (Xile, Argentina)
- Crassanapis chaiten Platnick & Forster, 1989 (Xile)
- Crassanapis Xilensis Platnick & Forster, 1989 (Xile)
- Crassanapis contulmo Platnick & Forster, 1989 (Xile)

### Crozetulus
Crozetulus Hickman, 1939
- Crozetulus minutus Hickman, 1939 (Crozet)
- Crozetulus Rodesiensis Brignoli, 1981 (Namíbia, Zimbabwe, Sud-àfrica)
- Crozetulus rotundus (Forster, 1974) (Congo)
- Crozetulus scutatus (Lawrence, 1964) (Sud-àfrica)

### Dippenaaria
Dippenaaria Wunderlich, 1995
- Dippenaaria luxurians Wunderlich, 1995 (Sud-àfrica)

### Elanapis
Elanapis Platnick & Forster, 1989
- Elanapis aisen Platnick & Forster, 1989 (Xile)

### Forsteriola
Forsteriola Brignoli, 1981
- Forsteriola proloba (Forster, 1974) (Burundi, Ruanda)
- Forsteriola rugosa (Forster, 1974) (Congo)

### Gertschanapis
Gertschanapis Platnick & Forster, 1990
- Gertschanapis shantzi (Gertsch, 1960) (EUA)

### Hickmanapis
Hickmanapis Platnick & Forster, 1989
- Hickmanapis minuta (Hickman, 1943) (Tasmània)
- Hickmanapis renison Platnick & Forster, 1989 (Tasmània)

### Mandanapis
Mandanapis Platnick & Forster, 1989
- Mandanapis cooki Platnick & Forster, 1989 (Nova Caledònia)

### Maxanapis
Maxanapis Platnick & Forster, 1989
- Maxanapis bartle Platnick & Forster, 1989 (Queensland)
- Maxanapis bell Platnick & Forster, 1989 (Queensland)
- Maxanapis bellenden Platnick & Forster, 1989 (Queensland)
- Maxanapis burra (Forster, 1959) (Queensland, Nova Gal·les del Sud)
- Maxanapis crassifemoralis (Wunderlich, 1976) (Queensland, Nova Gal·les del Sud)
- Maxanapis dorrigo Platnick & Forster, 1989 (Nova Gal·les del Sud)
- Maxanapis mossman Platnick & Forster, 1989 (Queensland)
- Maxanapis tenterfield Platnick & Forster, 1989 (Queensland, Nova Gal·les del Sud)
- Maxanapis tribulation Platnick & Forster, 1989 (Queensland)

### Metanapis
Metanapis Brignoli, 1981
- Metanapis bimaculata (Simon, 1895) (Sud-àfrica)
- Metanapis mahnerti Brignoli, 1981 (Kenya)
- Metanapis montisemodi (Brignoli, 1978) (Nepal)
- Metanapis plutella (Forster, 1974) (Congo)
- Metanapis tectimundi (Brignoli, 1978) (Nepal)

### Minanapis
Minanapis Platnick & Forster, 1989
- Minanapis casablanca Platnick & Forster, 1989 (Xile)
- Minanapis floris Platnick & Forster, 1989 (Xile)
- Minanapis palena Platnick & Forster, 1989 (Xile, Argentina)
- Minanapis talinay Platnick & Forster, 1989 (Xile)

### Montanapis
Montanapis Platnick & Forster, 1989
- Montanapis koghis Platnick & Forster, 1989 (Nova Caledònia)

### Nortanapis
Nortanapis Platnick & Forster, 1989
- Nortanapis lamond Platnick & Forster, 1989 (Queensland)

### Novanapis
Novanapis Platnick & Forster, 1989
- Novanapis spinipes (Forster, 1951) (Nova Zelanda)

### Octanapis
Octanapis Platnick & Forster, 1989
- Octanapis cann Platnick & Forster, 1989 (Nova Gal·les del Sud, Victòria)
- Octanapis octocula (Forster, 1959) (Queensland)

### Paranapis
Paranapis Platnick & Forster, 1989
- Paranapis insula (Forster, 1951) (Nova Zelanda)
- Paranapis isolata Platnick & Forster, 1989 (Nova Zelanda)

### Pecanapis
Pecanapis Platnick & Forster, 1989
- Pecanapis franckei Platnick & Forster, 1989 (Xile)

### Pseudanapis
Pseudanapis Simon, 1905
- Pseudanapis aloha Forster, 1959 (Hawaii, Illes Carolines, Queensland)
- Pseudanapis benoiti Platnick & Shadab, 1979 (Congo)
- Pseudanapis domingo Platnick & Shadab, 1979 (Ecuador)
- Pseudanapis gertschi (Forster, 1958) (Mèxic fins a Panamà)
- Pseudanapis hoeferi Kropf, 1995 (Brasil)
- Pseudanapis parocula (Simon, 1899) (Malàisia, Sumatra, Java)
- Pseudanapis plumbea Forster, 1974 (Congo)
- Pseudanapis schauenbergi Brignoli, 1981 (Illes Mascarenyes)
- Pseudanapis serica Brignoli, 1981 (Hong Kong)
- Pseudanapis wilsoni Forster, 1959 (Nova Guinea)

### Queenslanapis
Queenslanapis Platnick & Forster, 1989
- Queenslanapis lamington Platnick & Forster, 1989 (Queensland)

### Risdonius
Risdonius Hickman, 1939
- Risdonius barrington Platnick & Forster, 1989 (Nova Gal·les del Sud)
- Risdonius lind Platnick & Forster, 1989 (Victòria)
- Risdonius parvus Hickman, 1939 (Nova Gal·les del Sud fins a Tasmània)

### Sheranapis
Sheranapis Platnick & Forster, 1989
- Sheranapis bellavista Platnick & Forster, 1989 (Xile)
- Sheranapis quellon Platnick & Forster, 1989 (Xile)
- Sheranapis villarrica Platnick & Forster, 1989 (Xile)

### Sinanapis
Sinanapis Wunderlich & Song, 1995
- Sinanapis crassitarsa Wunderlich & Song, 1995 (Xina)

### Sofanapis
Sofanapis Platnick & Forster, 1989
- Sofanapis antillanca Platnick & Forster, 1989 (Xile)

### Spinanapis
Spinanapis Platnick & Forster, 1989
- Spinanapis darlingtoni (Forster, 1959) (Queensland)
- Spinanapis frere Platnick & Forster, 1989 (Queensland)
- Spinanapis julatten Platnick & Forster, 1989 (Queensland)
- Spinanapis ker Platnick & Forster, 1989 (Queensland)
- Spinanapis lewis Platnick & Forster, 1989 (Queensland)
- Spinanapis monteithi Platnick & Forster, 1989 (Queensland)
- Spinanapis thompsoni Platnick & Forster, 1989 (Queensland)
- Spinanapis thornton Platnick & Forster, 1989 (Queensland)
- Spinanapis yeatesi Platnick & Forster, 1989 (Queensland)

### Tasmanapis
Tasmanapis Platnick & Forster, 1989
- Tasmanapis strahan Platnick & Forster, 1989 (Tasmània)

### Victanapis
Victanapis Platnick & Forster, 1989
- Victanapis warburton Platnick & Forster, 1989 (Victòria)

### Zangherella
Zangherella Caporiacco, 1949
- Zangherella algerica (Simon, 1895) (Itàlia, Algèria, Tunísia)
- Zangherella apuliae (Caporiacco, 1949) (Itàlia, Grècia, Turquia)
- Zangherella relicta (Kratochvíl, 1935) (Montenegro)

### Zealanapis
Zealanapis Platnick & Forster, 1989
- Zealanapis armata (Forster, 1951) (Nova Zelanda)
- Zealanapis australis (Forster, 1951) (Nova Zelanda)
- Zealanapis conica (Forster, 1951) (Nova Zelanda)
- Zealanapis insula Platnick & Forster, 1989 (Nova Zelanda)
- Zealanapis kuscheli Platnick & Forster, 1989 (Nova Zelanda)
- Zealanapis matua Platnick & Forster, 1989 (Nova Zelanda)
- Zealanapis montana Platnick & Forster, 1989 (Nova Zelanda)
- Zealanapis otago Platnick & Forster, 1989 (Nova Zelanda)
- Zealanapis punta Platnick & Forster, 1989 (Nova Zelanda)
- Zealanapis waipoua Platnick & Forster, 1989 (Nova Zelanda)